# Ernannter Landtag
Um den Wiederaufbau der staatlichen Ordnung in der deutschen Nachkriegszeit in demokratischem Sinne zu ermöglichen, wurden durch die alliierten Besatzungsmächte in den meisten Ländern Ernannte Landtage (in den Stadtstaaten: Ernannte Bürgerschaften) initiiert.

## Vorgehen und Prinzipien
Eine erste wichtige Grundlage für den Aufbau neuer politischer Strukturen war das Potsdamer Abkommen vom 2. August 1945. Dieses sah die Wiederherstellung der lokalen Selbstverwaltung, aber auch von Wahlvertretungen auf Gemeinde-, Kreis-, Provinzial- und Landesebene vor. Der Aufbau staatlicher Strukturen nach dem Zusammenbruch erfolgte auf der kommunalen Ebene über die Landesebene bis zur Bundesebene. Als erster Schritt wurden Bürgermeister und Stadträte durch die Besatzungsbehörden ernannt. Diese wurden bald von gewählten Kommunalparlamenten und Bürgermeister abgelöst.
Ende 1946 wurden die ersten Landtage eingesetzt. Die Besatzungsbehörden orientierten sich bei der Sitzverteilung in den ernannten Landtagen an den Stimmenverteilungen bei den Kommunalwahlen. Wo diese wie im Falle von Nordrhein-Westfalen erst nach der Konstituierung der Landtage gewählt wurden, nahmen die Militärbehörden zunächst die Ergebnisse der letzten freien Wahlen der Weimarer Republik. Später wurden auch in diesen Ländern die Zusammensetzung an die Resultate der inzwischen stattgefundenen Kommunalwahlen angepasst. Die Auswahl der Abgeordneten selbst richtete sich nach deren Parteizugehörigkeit und nach deren politischer Zuverlässigkeit. Die ernannten Landtage wurden in den drei westlichen Besatzungszonen, der späteren Bundesrepublik, bald durch frei gewählte Landtage ersetzt. In Bayern war schon der erste Bayerische Landtag nach dem Krieg 1946 vom Volk gewählt worden.

## Aufgaben und Kompetenzen
Die Hauptaufgabe der ernannten Landtage war die (Mit-)Kontrolle der (ebenfalls ernannten) Verwaltungen auf Landesebene sowie die Vorbereitung der Wahl verfassungsgebender Versammlungen bzw. gewählter Landtage. Teilweise war die Hauptaufgabe die Ausarbeitung einer demokratischen Landesverfassung, so in Hamburg. In anderen Ländern, so in Hessen oder Nordrhein-Westfalen, blieb diese Aufgabe den möglichst bald zu wählenden Landesparlamenten vorbehalten.
Sämtliche Beschlüsse unterlagen den Einschränkungen des Besatzungsrechts. Entscheidungen wurden durch die Besatzungsbehörden getroffen bzw. mussten durch diese bestätigt werden.

## Übersicht Ernannter Landtage in den Ländern
Details zu den jeweiligen Ernannten Landtagen der Länder finden sich in den Einzelartikeln aus der folgenden Tabelle.
| Land                     | Artikel                                                                                                | Liste der Abgeordneten                                          |
| ------------------------ | --- | --------------------------------------------------------------- |
| Baden                    | Beratende Landesversammlung des Landes Baden                                                           | Beratende Landesversammlung des Landes Baden                    |
| Bayern                   | Beratender Landesausschuss                                                                             |                                                                 |
| Brandenburg              | Beratende Versammlung                                                                                  | Mitglieder der beratenden Versammlung                           |
| Braunschweig             | Ernannter Braunschweigischer Landtag                                                                   | Mitglieder des ernannten Landtages                              |
| Bremen                   | Ernannte Bremische Bürgerschaft                                                                        | Bremische Bürgerschaft                                          |
| Hamburg                  | Ernannte Hamburgische Bürgerschaft                                                                     | Mitglieder der ernannten Hamburgischen Bürgerschaft             |
| Land Hannover            | Ernannter Hannoverscher Landtag                                                                        | Mitglieder des ernannten Landtages                              |
| Hessen                   | Beratender Landesausschuss                                                                             | Mitglieder des Ernannten beratenden Landesausschusses           |
| Lippe                    | Ernannter Landtag                                                                                      | Mitglieder des ernannten Landtags                               |
| Mecklenburg-Vorpommern   | Beratende Versammlung                                                                                  | Mitglieder der beratenden Versammlung                           |
| Niedersachsen            | Ernannter Landtag unter dem Namen Ernannter Hannoverscher Landtag (auch in Braunschweig und Oldenburg) | Mitglieder des Ernannten Landtags                               |
| Nordrhein-Westfalen      | Ernannter Landtag                                                                                      | Abgeordnete des 1. Ernannten Landtags                           |
| Nordrhein-Westfalen      | Ernannter Landtag                                                                                      | Abgeordnete des 2. Ernannten Landtags                           |
| Oldenburg                | Ernannter Landtag                                                                                      | Mitglieder des Ernannten Landtages                              |
| Rheinland-Pfalz          | Beratende Landesversammlung                                                                            | Mitglieder der Beratenden Landesversammlung                     |
| Sachsen                  | Beratende Versammlung                                                                                  | Mitglieder der beratenden Versammlung                           |
| Sachsen-Anhalt           | Beratende Versammlung                                                                                  | Mitglieder der beratenden Versammlung                           |
| Schleswig-Holstein       | Ernannter Landtag                                                                                      | Abgeordnete des 1. Ernannten Landtags                           |
| Schleswig-Holstein       | Ernannter Landtag                                                                                      | Abgeordnete des 2. Ernannten Landtags                           |
| Thüringen                | Beratende Landesversammlung                                                                            | Abgeordnete der beratenden Landesversammlung                    |
| Württemberg-Baden        | Vorläufige Volksvertretung für Württemberg-Baden                                                       | Vorläufige Volksvertretung für Württemberg-Baden                |
| Württemberg-Hohenzollern | Beratende Landesversammlung des Landes Württemberg-Hohenzollern                                        | Beratende Landesversammlung des Landes Württemberg-Hohenzollern |